# Рун
Рун (индон. Pulau Rhun, Pulau Run — остров Рун) — остров в Малайском архипелаге, в группе островов Банда в составе Индонезии. Омывается морем Банда, относящимся к акватории Тихого океана. Площадь — 4,65 км², население (по состоянию на октябрь 2013 года) — 2130 человек.
Остров населён в основном выходцами с соседних Молуккских островов и Сулавеси. Большинство жителей — мусульмане-сунниты, имеется немногочисленная протестантская община. Единственный населённый пункт — деревня Рун. В административном плане территория острова относится к округу Центральное Малуку провинции Малуку.
Начиная со Средних веков, остров был одним из важнейших центров производства мускатного ореха. В XVII веке он стал предметом ожесточённого спора между Великобританией и Нидерландами, развернувшими в этот период колониальную экспансию в различных районах Малайского архипелага. Первоначально был занят британцами, для которых стал одной из первых заморских колоний. В ходе последующих военных конфликтов двух держав несколько раз переходил из рук в руки, пока по условиям Бредского соглашения 1667 года не был передан англичанами голландцам в обмен на Манхэттэн. Администрация Нидерландской Ост-Индской компании частично истребила, частично депортировала местное население и уничтожила плантации мускатника на острове, стремясь локализовать производство этой культуры на минимальной, хорошо контролируемой территории. В результате остров более двух веков оставался необитаемым.
Во второй половине XIX века Рун был заново заселён, производство мускатного ореха возобновлено. Однако в условиях существенного падения мировых цен на пряности экономическое значение острова для нидерландских колонизаторов постепенно снижалось.
В годы Второй мировой войны остров находился под японской оккупацией. Вошёл в состав Республики Индонезии в 1950 году после непродолжительного пребывания в составе самопровозглашённой Республики Южно-Молуккских островов.
В период пребывания в составе Индонезии производство пряностей на острове постепенно сокращалось и к концу 1980-х годов фактически прекратилось. Основной отраслью местного хозяйства к этому времени стало рыболовство. В конце 1990-х — начале 2000-х годов индонезийские власти предприняли ряд мер по восстановлению плантационного производства мускатного ореха на Руне, что дало некоторый положительный эффект для социально-экономического развития острова.

## Физико-географические характеристики

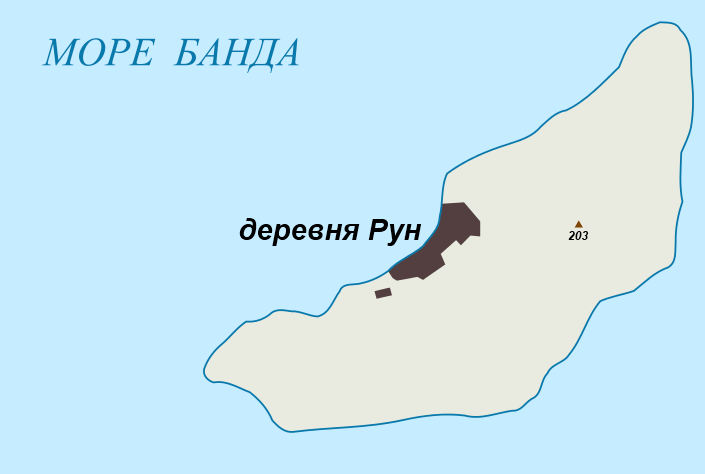
Карта острова Рун

### Географическое положение
Рун является самым западным из островов Банда, представляющих собой часть Моллукских островов, которые, в свою очередь, входят в состав Малайского архипелага. Со всех сторон омывается морем Банда, относящимся к акватории Тихого океана.
Площадь острова составляет 4,65 км². Имеет продолговатую форму, отдалённо напоминающую полумесяц, вытянут в направлении с юго-запада на северо-восток. Продольная длина около 3,5 км, максимальная поперечная длина около 1,4 км. Берега изрезаны не очень значительно — лишь на северо-западном побережье имеется вдающаяся в сушу бухта.
Рун почти полностью, кроме небольшого участка с юго-западной стороны, окружён плотным коралловым рифом. Примерно в полукилометре от северо-восточной оконечности в пределах рифа находится значительно меньший по размеру (около 0,02 км²) необитаемый скальный островок Найлака (индон. Pulau Nailaka). Ближайший из обитаемых островов Банда — остров Ай (индон. Pulau Ai), сопоставимый с Руном по размеру и находящийся от него примерно в 8 км к северо-востоку.

### Геологическое строение, рельеф

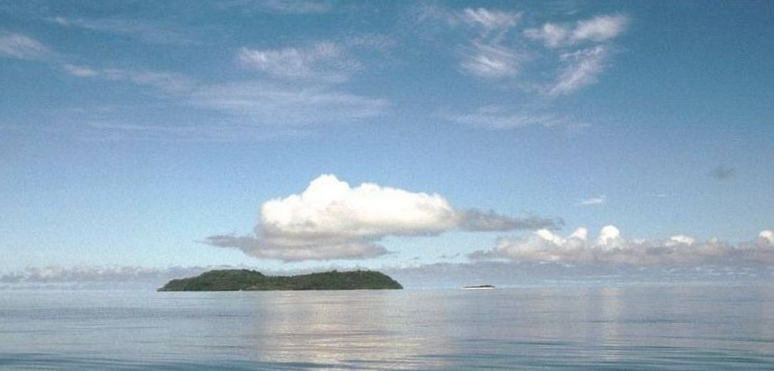
Вид на остров Рун с юго-восточной стороны

В геологическом плане остров входит в состав так называемой внутренней зоны островной дуги Банда. В отличие от большинства прочих островов Банда, имеющих вулканическое происхождение, Рун сформирован за счёт подъёма коренных пород. Основу его геологической структуры составляют известняки. При этом имеет место и наличие небольшой доли вулканических пород, систематически попадающих на остров в результате многочисленных извержений вулкана Банда-Апи, расположенного на одноимённом острове примерно в 20 км к востоку от Руна. Значимых запасов полезных ископаемых на острове не обнаружено.
Для рельефа острова характерно наличие довольно крутых уступов, которые образуют семь основных уровней поверхности. При этом нижний уступ спускается к морю весьма круто, особенно в южной и юго-восточной частях. Небольшие по площади низменные пляжи имеются лишь в нескольких местах. Северная и южная части острова фактически представляют собой два холма, разделённых довольно глубокой лощиной. Северный холм несколько выше: его вершина, являющаяся высшей точкой острова, находится на высоте 203 метров над уровнем моря. Рек, ручьёв, родников и иных пресноводных водоёмов на острове нет.
Почвы преимущественно двух типов: дерново-карбонатные и литосоли. Плодородие почв, в особенности относящихся к первому типу, в значительной степени зависит от количества и типа попадающих на остров продуктов извержений вулкана Банда-Апи. Крупное извержение 1988 года привело к существенному повышению этого показателя.

### Климат
Климат тропический, муссонный, влажный. Годовые и суточные колебания температур незначительны: среднегодовой показатель составляет около 26 °C. Среднегодовой уровень относительной влажности — 83 %. Годовая норма осадков — 2656 мм, месячные показатели колеблются от 100 мм в сентябре до 400 мм в мае. Более дождливый и более сухой сезоны выражены довольно чётко — соответственно, с ноября по июль и с августа по октябрь.

### Флора и фауна
Природные условия Руна в целом достаточно типичны для островов Банда. Животный мир острова весьма беден. Крупных млекопитающих нет, имеется несколько видов земноводных, пресмыкающихся и птиц. Изначально бо́льшая часть острова была покрыта влажными тропическими лесами, однако в результате хозяйственной деятельности человека их площадь постепенно снижалась, и к XX веку леса в основном уступили место культурной растительности. Основными среди сохранившихся дикорастущих деревьев во внутренней части острова являются Neolamarckia cadamba, Intsia bijuga, Terminalia catappa, Falcataria moluccana, разные виды рода Alstonia. На береговых участках преобладают такие виды, как Calophyllum inophyllum, Cordia subcordata, Erythrina variegata, Hibiscus tiliaceus, Inocarpus fagifer, Terminalia catappa, разные виды родов Pandanus и Barringtonia.
Ихтиофауна окружающей остров акватории весьма богата и разнообразна: здесь встречается не менее 500 видов рыб, относящихся не менее чем к 50 семействам. В составе рифа обитают десятки видов кораллов, на полосе морского дна между берегом и рифом произрастают различные водоросли.

## История

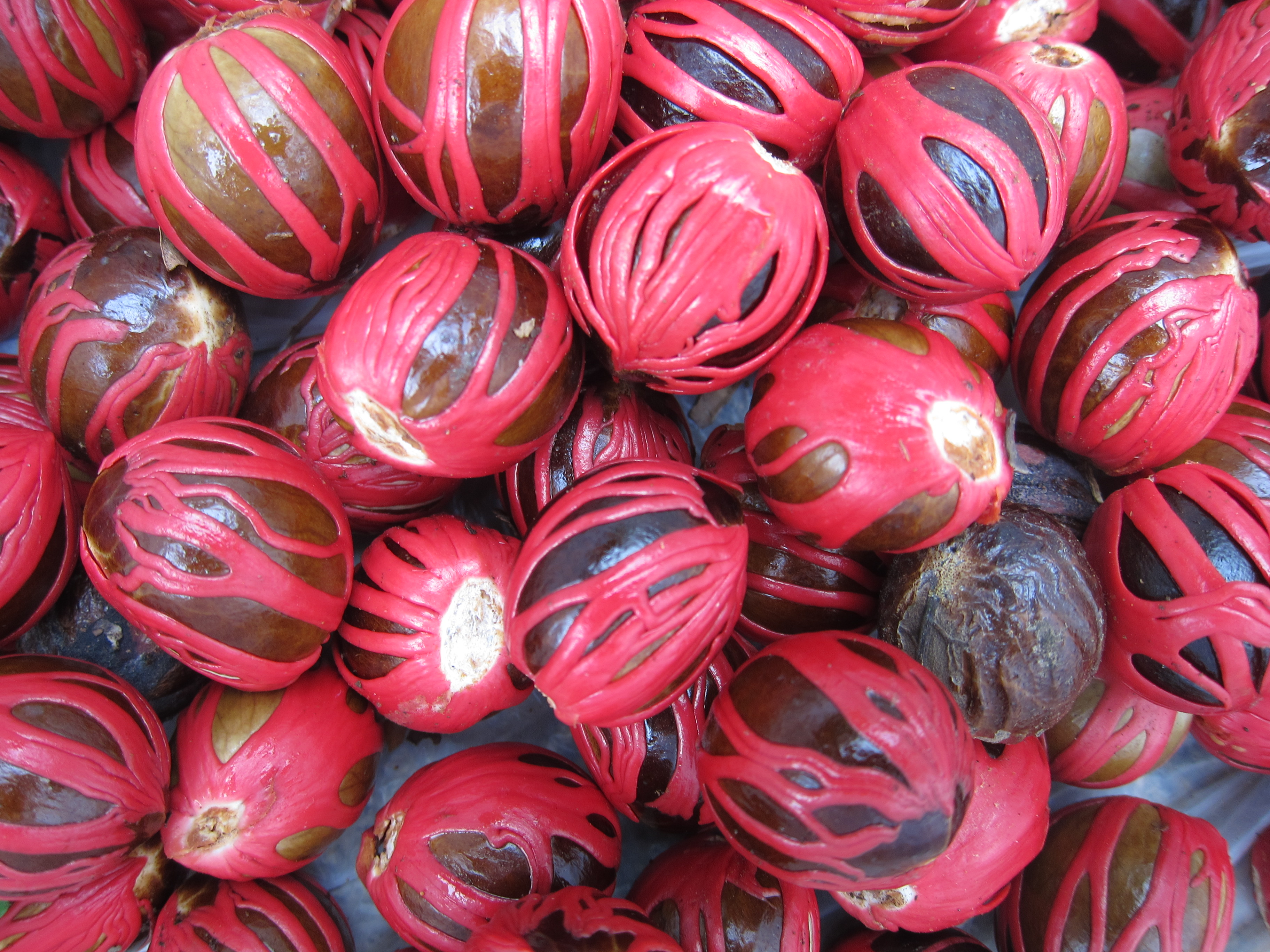
Мускатный орех — пряность, сыгравшая роковую роль в истории Руна

### Доколониальный период
Достоверные сведения об истории острова в доколониальный период достаточно скудны. Известно, что к началу освоения этой части Малайского архипелага европейцами Рун был населён представителями народности, проживавшей также на других островах Банда и разговаривавшей на языке Банда, принадлежавшем к центрально-молуккской ветви центрально-малайско-полинезийских языков. На его территории активно выращивался мускатный орех, являвшийся в этот период одной из наиболее ценных и востребованных в различных частях Евразии пряностей. Мускатные деревья находились в общинном пользовании, собираемые с них урожаи продавались островитянами на соседних островах Малайского архипелага либо скупались посещавшими Рун торговцами для последующей перепродажи в другие регионы Юго-Восточной Азии.

### Начало английской колонизации
Изобилие мускатного ореха привлекло к островам Банда повышенное внимание европейцев — именно эти острова, наряду с другими Молукками, стали первой территорией Малайского архипелага, подвергшейся колониальному освоению. К началу XVII века Банда стали предметом ожесточённого соперничества Нидерландов и Великобритании: обе державы создали ост-индские компании, наделённые монопольным правом на коммерческую деятельность в Азии и имевшие в своём распоряжении значительные военно-морские силы и сухопутные войска. Первыми в контакт с населением Руна вступили англичане: в 1603 году здесь ненадолго высадились десять человек из состава первой экспедиции, направленной в регион Британской Ост-Индской компанией (БОИК) во главе с колониальным деятелем и капером Джеймсом Ланкастером. В 1607 году на острове побывала третья ост-индская экспедиция БОИК под руководством известного мореплавателя Уильяма Килинга.
Рун сыграл важную роль в обороне от голландцев соседнего острова Ай, также осваивавшегося англичанами с начала XVII века. В первой половине 1610-х годов силы Нидерландской Ост-Индской компании (НОИК) несколько раз пытались захватить Ай, однако их нападения отбивались дислоцированным на острове британским гарнизоном при поддержке туземного ополчения. 14 мая 1615 года, когда почти тысячному отряду НОИК, состоявшему из собственно голландцев и японских наёмников, удалось высадиться на Ае и занять большую часть острова, основные силы британцев перебрались на кораблях и лодках на Рун. Перегруппировавшись здесь, они в тот же день контратаковали голландцев и выбили их с Ая. Когда же в октябре 1616 года голландцам удалось, наконец, захватить Ай, на Рун бежало более 400 местных жителей и несколько британцев.
Агрессивные действия НОИК подвигли англичан к скорейшему обеспечению постоянного военного присутствия на Руне, оставшимся после потери Ая единственным владением Лондона в архипелаге Банда. 23 декабря 1616 года по заданию БОИК здесь высадился вооружённый отряд из нескольких десятков человек под командованием Натаниэля Кортхоупа. Местные жители и проживавшие на Руне многочисленные беженцы с Ая отнеслись к пришельцам весьма позитивно, усматривая в их присутствии защиту от голландцев, которые, захватив к этому времени все остальные острова Банда, уничтожили большую часть населения архипелага. Кроме того, БОИК объявила о намерении скупать мускатный орех у местных производителей на достаточно выгодных условиях, тогда как Нидерландская Ост-Индская компания (НОИК) взяла курс на полное уничтожение либо депортацию жителей Банда и выращивание пряностей при помощи невольников, завезённых из других районов Малайского архипелага. Благодаря этим обстоятельствам, а также подаркам, вручённым местным старейшинам от имени правившего в этот период короля Якова I, Кортхоуп в короткие сроки заручился активной поддержкой островитян и заключил соглашение о переходе острова под суверенитет британской короны.
Примечательно, что колонизации Руна, ставшего вместе с Аем первым заморским владением Англии, в Лондоне придавали стратегическое значение. Название этих двух островов было даже зафиксировано в титуле Якова I наряду с его основными европейскими вотчинами: Король Англии, Шотландии, Ирландии, Франции, острова Ай и острова Рун (англ. King of England, Scotland, Ireland, France, Puloway and Puloroon).

### В центре англо-нидерландского конфликта
Администрация НОИК считала захват Руна важнейшей задачей в рамках колонизаторской деятельности в регионе, поскольку сохранение этого острова под властью другого государства подрывало её монополию на производство и торговлю мускатным орехом. Уже в начале 1617 года Компания попыталась занять Рун, направив к его берегам крупную военную эскадру. К этому времени отряд Кортхоупа при помощи островитян возвёл два небольших форта — на западном берегу Руна и на маленьком соседнем островке Найлака. Форты были вооружены пушками, снятыми с двух кораблей экспедиции Кортхоупа, и получили названия в честь этих кораблей — «Сван» (англ. Swan) и «Дефенс» (англ. Defence). Кроме того, обучив часть местных жителей и беженцев с Ая владению огнестрельным оружием, британцы сформировали из них ополчение.
Благодаря хорошо организованной обороне англичане отбили нападение голландцев, однако последние установили постоянную блокаду Руна. Корабли Кортхоупа были захвачены голландцами, а предпринятые в 1619 году попытки британского флота разблокировать остров и доставить туда подкрепление оказались неудачными. В результате обороняющиеся в течение почти четырёх лет отражали натиск многократно превосходивших их сил НОИК. После гибели Кортхоупа 20 октября 1620 года в ходе его вылазки на соседний остров Бандалонтар англичане и островитяне продолжали сопротивление ещё несколько месяцев, однако к лету 1621 года Рун был занят нидерландским десантом, что позволило генерал-губернатору Яну Питерсоону Куну объявить весь архипелаг Банда владением Нидерландов. Остаткам британского гарнизона была предоставлена возможность покинуть остров. Бежать удалось и небольшой части местных жителей. В отношении же оставшихся голландцы применили методы, уже отработанные ими на других островах Банда: мужчины старше 15 лет были перебиты, женщины и дети вывезены на другие территории колонии.

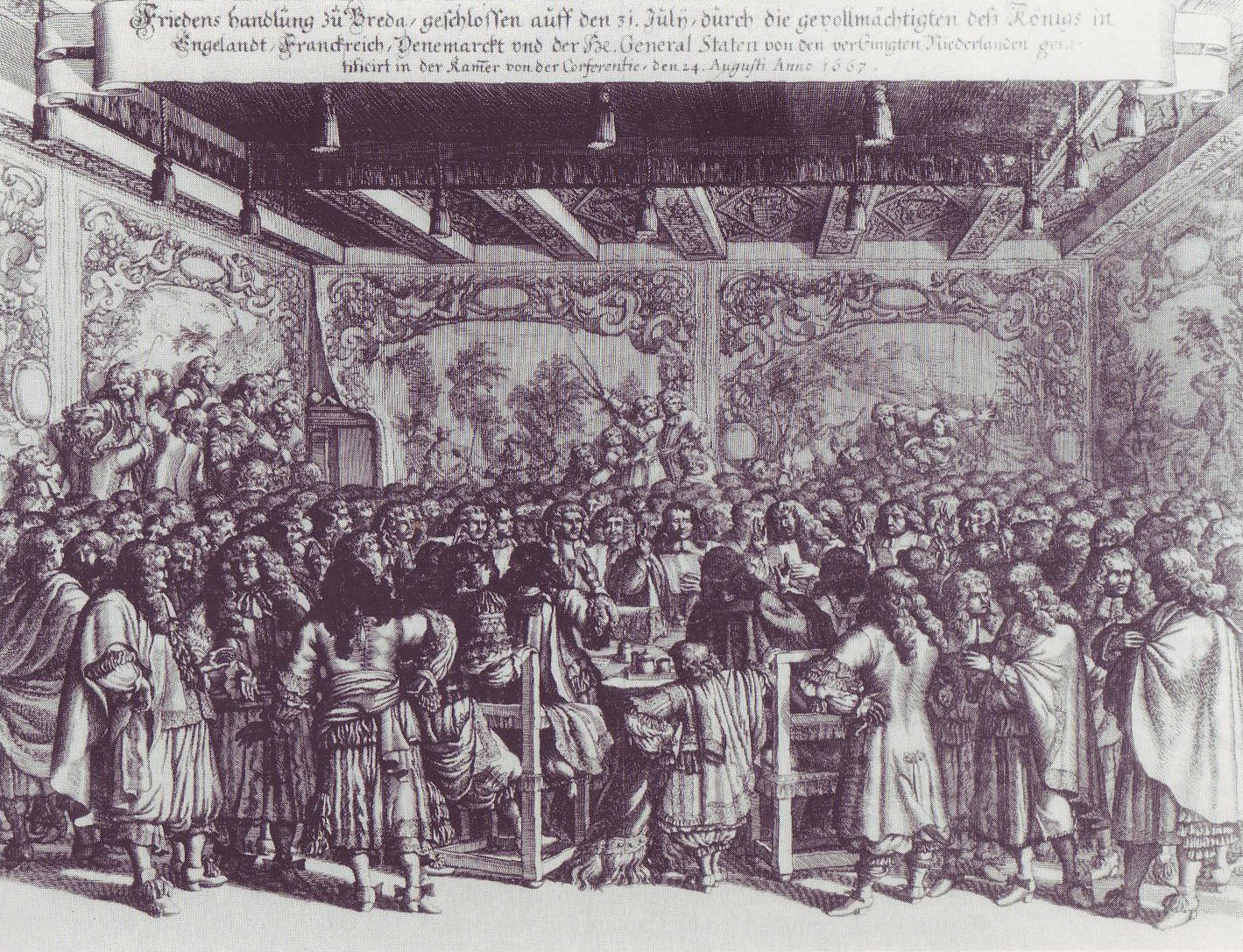
Англо-голландские переговоры в Бреде, завершившиеся подписанием соглашения, предусматривавшего обмен Руна на Манхэттэн. Гравюра XVII века

Новые колонизаторы не стали обосновываться на острове, а ограничивались лишь периодическими (с 1638 года — ежегодными) посещениями Руна с тем, чтобы предотвратить возвращение на остров англичан либо туземцев. Руководство НОИК не было уверено в способности удержать остров в долгосрочной перспективе, и в ходе одной из таких экспедиций представители Компании полностью уничтожили посадки мускатника на Руне, стремясь сделать его возможный захват Великобританией экономически менее целесообразным.
Англичане, в свою очередь, не оставляли претензий на Рун и также периодически направляли на остров экспедиции: в 1636, 1638 и 1648 годах. По итогам победы в Первой англо-голландской войне им удалось добиться его официального возвращения: суверенитет Лондона над островом был официально закреплён Вестминстерским договором 1654 года, при этом голландцами была выплачена контрибуция в размере 85 тысяч фунтов стерлингов. Возглавлявший страну в этот период Оливер Кромвель считал освоение Руна весьма перспективным и распорядился направить туда группу британских поселенцев, тогда как интересы руководства БОИК к этому времени в значительной степени сместились в сторону Индии и континентальной части Юго-Восточной Азии. Когда в итоге к 1658 году партия британских колонистов для Руна была подготовлена, её доставка на остров оказалась затруднительной из-за возобновления конфронтации с Нидерландами — в результате поселенцев было решено высадить на Острове Святой Елены.
Очередная британская экспедиция посетила Рун только в 1662 году, а восстановить постоянное присутствие на нём англичанам удалось лишь к 1665 году. Однако уже через несколько месяцев после начала Второй англо-голландской войны британские колонисты были изгнаны голландцами с острова. Ход этого конфликта оказался более благоприятен для Нидерландов, и по условиям Бредского соглашения 1667 года они официально зафиксировали свой суверенитет над Руном. В качестве компенсации Гаага уступала Лондону свои североамериканские владения — остров Манхэттэн и прилегающие к нему континентальные территории. В ходе очередной, Третьей англо-голландской войны, прошедшей в 1672—74 годах, Манхэттэн был временно отбит голландцами, однако Вестминстерский договор 1674 года вновь закрепил согласованный в Бреде территориальный обмен.

### Под властью Нидерландов
Присоединив Рун к своим ост-индским владениям, голландцы не стали восстанавливать там уничтоженные ими ранее посадки мускатника — НОИК решила локализовать производство пряностей на минимальной, хорошо освоенной и защищённой территории нескольких соседних островов Банда и южных Молукк: разбитые там мускатные плантации передавались в наследственное владение голландским колонистам (в основном военным и гражданским служащим Ост-Индской компании) и возделывались в основном с использованием рабского труда. В результате Рун оставался заброшенным в течение последующих двух столетий. По крайней мере большую часть этого времени он, очевидно, не имел постоянного населения. Отдельные свидетельства о наличии весьма незначительного населения на Руне относятся лишь к середине XIX века: в частности, нидерландская администрация Молукк в 1843 году информировала руководство колонии о проживании на острове 42 туземцев. В то же время путешествовавший по региону в начале 1860-х годов немецкий биолог Карл Эдуард фон Мартенс описывал Рун как необитаемый остров, лишь эпизодически посещавшийся рыбаками с соседних Молукк.
В административном плане остров был включен в состав губернаторства Банда, руководитель которого, размещавшийся на острове Бандалонтор, подчинялся непосредственно генерал-губернатору Нидерландской Ост-Индии. В 1817 году статус губернаторства был понижен до округа, который изначально входил в состав губернаторства Молуккских островов, с 1867 года — в состав Амбонского резидентства.
Систематическая хозяйственная деятельность на острове была возобновлена лишь в 1874 году, когда администрация Нидерландской Ост-Индии, представлявшая уже не ликвидированную в конце XVIII века НОИК, а непосредственно правительство страны, распорядилась заново разбить здесь плантации мускатника. Рабство на территории колонии к этому времени было отменено, и для работы на остров были завезены наёмные работники из соседних районов, в основном с Молукк и Сулавеси, которые в последующем сформировали основу нового населения Руна. Доходы от новообразованных плантаций оказались сравнительно невелики из-за многократного падения мировых цен на мускатный орех, связанного с тем, что тот ещё в начале XIX века перестал быть эндемиком Молукк: британцы, овладев на несколько лет частью островов Банда в ходе наполеоновских войн, вывезли оттуда саженцы мускатника и в короткие сроки привили эту культуру в своих азиатских и вест-индских колониях.
Позднее дополнительный удар по мировому рынку специй и пряностей нанесла Великая депрессия, в результате чего интерес голландцев к хозяйственному освоению Руна к началу 1940-х годов снизился до минимума.

### Переходный период 1942—50 годов

Флаг Республики Южно-Молуккских островов, в составе которой Рун находился в 1950 году

После захвата Нидерландской Ост-Индии Японией в ходе Второй мировой войны в 1942 году Рун был отнесён к зоне оккупации 2-го флота Империи. В период японского контроля значительная часть посадок мускатника была уничтожена — по распоряжению оккупационной администрации жители островов Банда были принуждены выращивать пищевые культуры для нужд японской армии.
Оккупация завершилась в августе 1945 года, однако власти новопровозглашённой Республики Индонезии не имели возможности установить свою власть в столь удалённом от центра регионе, и в начале 1946 года Нидерланды без сопротивления восстановили свой контроль над архипелагом Банда. В декабре 1946 года территория Руна наряду с другими островами Банда, всеми Молукками, Сулавеси и Малыми Зондскими островами была включена в состав квази-независимого государства Восточная Индонезия (индон. Negara Indonesia Timur), созданного по инициативе Нидерландов, рассчитывавших превратить свои бывшие колониальные владения в Ост-Индии в марионеточное федеративное образование.
В декабре 1949 года Восточная Индонезия вошла в состав Соединённых Штатов Индонезии (СШИ, индон. Republik Indonesia Serikat), учреждённых по решению индонезийско-нидерландской Гаагской конференции круглого стола. В апреле 1950 года, в преддверии вхождения большей части Восточной Индонезии в состав Республики Индонезии и прекращения существования СШИ, местные власти островов Банда, Амбона и Серама провозгласили создание независимой от Индонезии Республики Южно-Молуккских островов (РЮМО, индон. Republik Maluku Selatan), взявшей курс на сохранение тесных политических связей с Нидерландами.
После неудачных попыток добиться присоединения РЮМО путём переговоров Республика Индонезия развернула в июле 1950 года против непризнанного государства военные действия. К концу года вся территория РЮМО, включая Рун, была полностью взята под контроль индонезийскими войсками и провозглашена частью Республики Индонезии.

### В составе независимой Индонезии
Установив контроль над Руном, правительство Республики Индонезии попыталось восстановить производство пряностей как основную отрасль местного хозяйства. В 1958 году принадлежавшие голландским владельцам плантации в соответствии с указом президента Сукарно были национализированы и вместе с аналогичными плантациями близлежащего острова Хатта переданы в государственную собственность под управление властей округа (более крупные плантации ряда других островов Банда были переданы под управление центральных властей страны). Экономическая политика государства была в этот период крайне малоэффективной, и к концу президентства Сукарно производство мускатного ореха на Руне, как и на других островах Банда, находилось в кризисном состоянии. В 1966 году рунские плантации были выведены из управления местных властей и переданы специально учреждённой государственной компании, однако и её методы хозяйствования оказались малоуспешными, что привело в 1987 году к её банкротству. Ещё менее долговечной была деятельность частного закрытого акционерного общества «Мускатные плантации Банда» (индон. PT Perkebunan Pala Banda) в 1987—90 годы. Дополнительный удар по выращиванию мускатника нанесло в 1988 году мощное извержение вулкана Банда-Апи, вызвавшее гибель большей части и без того немногочисленных посадок. В итоге к концу 1980-х годов организованное производство мускатного ореха на Руне практически прекратилось.
Для исправления ситуации были предприняты меры на высшем государственном уровне. 17 октября 1997 года президентом Сухарто было подписано распоряжение о выделении государственных субсидий в размере 4 миллиардов рупий для восстановления производства мускатного ореха на архипелаге Банда. В рамках реализации соответствующей программы с начала 2000-х годов на Руне осуществляется постепенное восстановление мускатных плантаций.

## Административная принадлежность
Территория острова Рун выделена в административно-территориальную единицу низового уровня — деревню (де́са) с одноимённым названием. Кроме собственно Руна к территории деревни относится соседний необитаемый островок Найлака. Деревня возглавляется деревенским старостой, избираемым местным населением сроком на 6 лет (до 2005 года назначался руководством вышестоящего района).
Деревня Рун входит в состав района (кечама́тана) Банда, объединяющего все острова архипелага, который, в свою очередь, относится к округу (кабупа́тену) Центральное Малуку провинции Малуку.

## Население

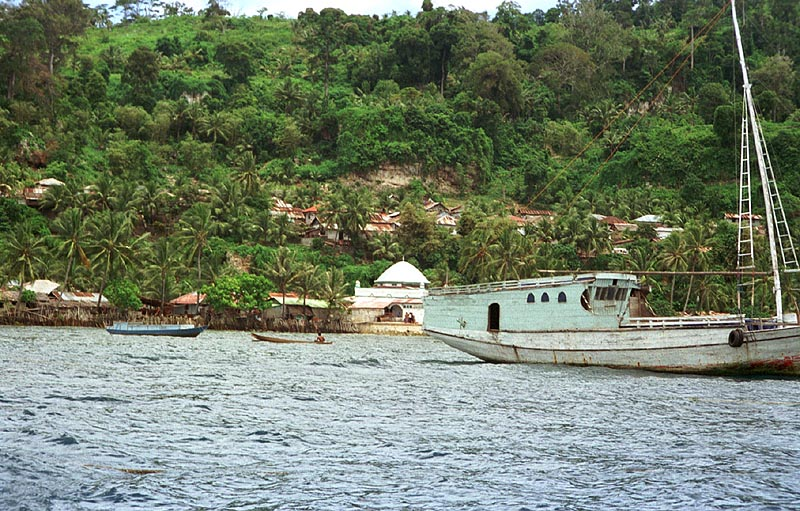
Деревня Рун. Вид с моря

Население Руна, по состоянию на октябрь 2013 года, составляет 2130 человек. Плотность населения — около 458 человек на 1 км². При этом расселены жители по территории острова весьма неравномерно: практически все островитяне компактно проживают в единственном населённом пункте — деревне, расположенной в середине северо-западного побережья.
Современные жители острова в своём большинстве являются потомками переселенцев с Сулавеси и южных Молуккских островов, завезённых голландцами в конце XIX века на необитаемый в тот период Рун для работ на мускатных плантациях. В постколониальный период на остров распространялись правительственные трансмиграционные программы: около 20 здешних семей переехали на Серам, на Рун же, в свою очередь, была переселена небольшая группа яванцев.
Демографическая динамика является весьма высокой. С момента вхождения острова в состав Индонезии в 1950 году, когда на нём обитало около 600 человек, население выросло более чем в три с половиной раза. Эти темпы особенно ускорились с конца XX века, что было обусловлено не только естественным приростом населения, но и значительным притоком иммигрантов. Большую часть последних составляют беженцы, переселяющиеся с конца 1990-х годов с острова Амбон под воздействием происходящих там этноконфессиональных конфликтов. Так, только в 1999—2002 годы на Рун прибыло 255 амбонцев.
Гендерный состав населения равномерен: количество мужчин и женщин практически одинаково. Весьма значительна доля молодёжи: более 43 % островитян моложе 25 лет.
| Год         | 1950 | 1996 | 2001 | 2010 | 2013 |
| Численность | 600  | 1290 | 1489 | 1635 | 2130 |

| Возраст              | До 6 лет | 6—12 лет | 13—17 лет | 18—25 лет | 26—50 лет | Старше 50 лет |
| Доля в населении (%) | 8,7      | 13,6     | 11        | 10,4      | 38,3      | 18            |

Абсолютное большинство рунцев исповедует ислам суннитского толка. При этом имеется также протестантская община, которая, несмотря на свою малочисленность (на 2001 год — 38 человек), представляет собой бо́льшую часть протестантского населения островов Банда. Исторически протестанты проживают отдельно от мусульманского большинства — в небольшом посёлке к югу от основной части деревни. Конфессиональная принадлежность островитян в значительной степени определяется их корнями: мусульманами являются в основном потомки переселенцев с Сулавеси, протестантами — выходцы с южных Молукк.

## Экономическая деятельность
В соответствии с директивами центральных властей с начала 2000-х годов на Руне осуществляется восстановление плантационного производства мускатника, исторически являвшегося основной отраслью местного хозяйства. К реализации соответствующей программы привлечено несколько компаний, находящихся в государственной собственности на уровне администрации провинции Малуку. К началу 2010-х годов на этом направлении удалось добиться заметных результатов: посадки разбиты на значительных территориях, доходы от реализации их урожаев обеспечили некоторый рост уровня жизни островитян. По состоянию на 2013 год в данной сфере занято около 30 % трудоспособных жителей Руна — почти половина всех занятых в аграрном секторе. Среди прочих сельскохозяйственных отраслей существенное значение имеют садоводство и овощеводство.

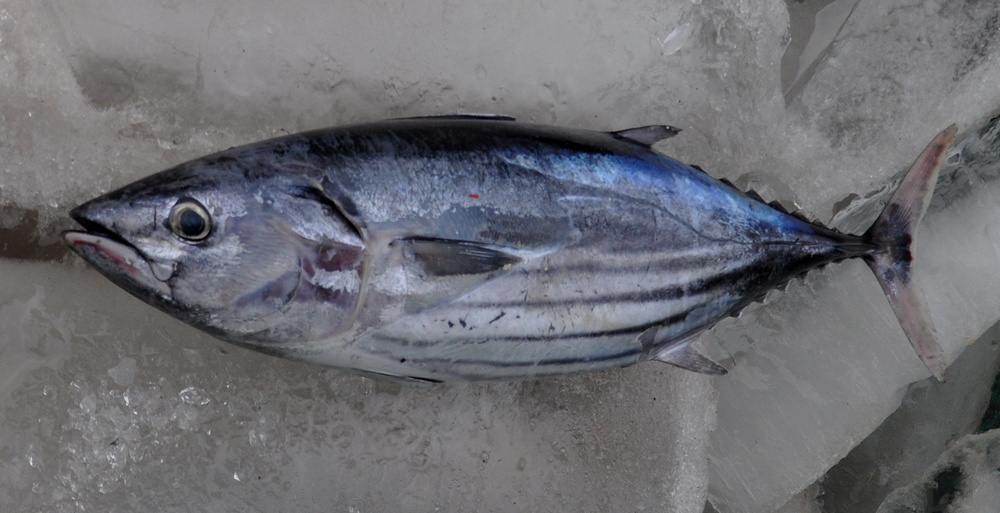
Полосатый тунец — скайджек, один из основных объектов промысла рыбаков Руна

Важнейшей сферой местного хозяйства остаётся рыболовство — в нём занято не менее 40 % островитян. До 1980-х годов рыбная ловля осуществлялась в основном в прибрежной акватории, а добытая рыба и морепродукты большей частью либо потреблялись самими островитянами, либо скупались посещающими Рун перекупщиками с других Молуккских островов. Позднее, с появлением значительного количества моторных судов, местные рыбаки получили возможность вести промысел на расстоянии десятков километров от берегов Руна и самостоятельно сбывать уловы на внешних рынках, в том числе за пределами Индонезии — на Восточном Тиморе. В 2010 году на острове было зарегистрировано 42 моторных судна различного размера. Основные промысловые виды — тунец, скайджек, летучие рыбы.
Практикуются добыча кораллов и заготовка различных пород древесины, а также различные ремёсла. Кроме того, в связи с нехваткой работы на острове значительная часть его населения периодически прибегает к трудовым миграциям в другие районы страны.
Местные власти предпринимают усилия по развитию на острове индустрии туризма, акцентируя, в частности, природные красоты, хорошие возможности дайвинга, особенности истории острова и связанные с ними достопримечательности — остатки британских фортификационных сооружений начала XVII века. Однако реализации этой задачи препятствуют инфраструктурная неразвитость острова и его труднодоступность: в единственную бухту острова могут заходить только небольшие морские суда.

## Инфраструктура
В инфраструктурном плане остров принадлежит к числу наименее развитых территорий провинции Малуку. Он, в частности, не обслуживается индонезийской Государственной электроэнергетической компанией (индон. Perusahaan Listrik Negara, PLN): электроэнергия вырабатывается несколькими дизельными генераторами, находящимися в общественном или частном владении. Водопроводная система отсутствует, питьевой водой островитян обеспечивают колодцы и накопители дождевой воды. На острове нет почтовых учреждений и стационарной телефонной связи.
По состоянию на 2010 год на острове не было зарегистрировано ни одного автомобиля, имелось лишь 9 мотоциклов и мотороллеров.

## Образование, здравоохранение
На Руне имеются две начальные школы (1—6 классы, ученики от 7 до 12 лет) и две средние школы первой ступени (7—9 классы, ученики от 13 до 15 лет), а также один детский сад. В связи с ростом уровня жизни островитян в начале XXI века участились случаи отправки местных детей на обучение в средние школы первой ступени (10—12 классы, ученики от 16 до 18 лет) и высшие учебные заведения за пределы острова.
Действует один вспомогательный медпункт (индон. Pusat Kesehatan Masyarakat Pembantu), который, в соответствии с нормами индонезийского здравоохранения, возглавляется фельдшером и осуществляет, в отличие от полноценного медпункта, возглавляемого врачом, медицинское обслуживание менее, чем по 8 направлениям. Кроме того, функционируют три так называемых объединённых пункта обслуживания (индон. Pos Pelayanan Terpadu), возглавляемые медсёстрами и отвечающие за оказание простейших медицинских услуг и проведение вакцинации.

## Топографические карты
- Лист карты B-52-А (Ю. П.).